# City (Santa Lucía)
City es una localidad de Santa Lucía, que forma parte del distrito de Castries.